# Mijaicsi Rjó
Mijaicsi Rjó (宮市 亮; Hepburn: Ryō Miyaichi; Okazaki, 1992. december 14. –) japán labdarúgó. Jelenleg a német másodosztályú FC St. Pauli játékosa.

## Pályafutása

### Fiatal évei
Mijaicsi sportos családból származik, az apja Tacuja, egy korábbi baseball játékos, testvére Cujosi szintén focista. Mijaicsi az általános iskolában kezdett focizni a Sylphid FC-nél, Nagojában. Miután gimnazista lett a Csúkjódai Csúkjó Gimnáziumi csapatában nevelkedett.

### Arsenal
Mijaicsi edzésen vett rész az Arsenal FC-nél 2010-ben. 2011. január 31-én aláírt egy profi szerződést az Arsenallal.

### Feyenoord (kölcsönben)
Miután aláírt az Arsenal FC-hez, bejelentették, hogy kölcsönben a Feyenoord csapatához csatlakkozik. Február 5-én játszotta első mérkőzését a Feyenoord színeiben a SBV Vitesse ellen. A mérkőzés emberének választották, végig a pályán volt, a mérkőzés 1-1-es döntetlennel zárult. Miyaichi a Heracles Almelo ellen gólt szerzett. 2011. április 17-én két gólt szerzett a Willem II csapata ellen, amivel hozzájárult csapata 6-1-es győzelméhez. A holland média a "Ryodinho"  becenevet adta neki, Ronaldinho-val összehasonlítva. Ő a japán Lionel Messi.

### 2011–2012-es szezon
Miután visszatért az Arsenalba, csatlakozott az első csapat keretéhez a szezon előtti felkészülés során. Tagja volt a 23-as keretnek, amely Ázsiában turnézott. Mijaicsi az előszezonban a malajziai All-Stars XI ellen debütált, Robin van Persie helyére állt be csereként a 66. percben.

### Wigan Athletic
2012 nyarán az Arsenal kölcsönadta a villámgyors japán szélsőt a Wigan Athletic csapatának. Nem kapott túl sok játéklehetőséget Roberto Martínez vezetőedzőtől, tehetségéből máig nem sokat mutatott meg az angliai közönségnek.

### 2013-14
A 2013-14-es szezonban Arsène Wenger már számolt vele, a Fenerbahçe SK elleni Bajnokok Ligája play-off visszavágón 20 percet játszott. A Bajnokok Ligája-főtáblán a Marseille ellen debütált, majd egy héttel később a Premier League-ben is kapott 20 percet a Stoke City ellen.

### FC Twente
2014 szeptemberében az átigazolási időszak lezárta előtt kölcsönben az FC Twente csapatához igazolt.

## Statisztikája

### Klub
| Klub      | Szezon   | Bajnokság | Bajnokság | Kupa     | Kupa  | Összesen | Összesen |
| Klub      | Szezon   | Mérkőzés  | Gólok     | Mérkőzés | Gólok | Mérkőzés | Gólok    |
| --------- | -------- | --------- | --------- | -------- | ----- | -------- | -------- |
| Feyenoord | 2010–11  | 12        | 3         | -        | -     | 12       | 3        |
| Feyenoord | Összesen | 12        | 3         | -        | -     | 12       | 3        |

### Válogatott
| Nemzeti csapat | Év | Mérkőzés | Gólok |
| -------------- | -- | -------- | ----- |
| Japán U15      |    |          |       |
| 2007           | 3  | 2        |       |
| Japán U16      |    |          |       |
| 2008           | 3  | 1        |       |
| Japán U17      |    |          |       |
| 2009           | 5  | 2        |       |
| Japán U19      |    |          |       |
| 2010           | 8  | 1        |       |

## Fordítás
- Ez a szócikk részben vagy egészben  a   Ryo Miyaichi című angol Wikipédia-szócikk fordításán alapul.  Az eredeti cikk szerkesztőit annak laptörténete sorolja fel. Ez a jelzés csupán a megfogalmazás eredetét és a szerzői jogokat jelzi, nem szolgál a cikkben szereplő információk forrásmegjelöléseként.

## Külső hivatkozások
- Ryo Miyaichi – Arsenal FC hivatalos honlapja